# 江戸相撲明和4年10月場所
江戸相撲明和4年10月場所（えどすもうめいわ4ねん10がつばしょ）は、明和4年（1767年）10月に開催された江戸相撲（大相撲の前身）の本場所。興行場所は深川八幡神社。

## 幕内番付・星取表
| 東               | 東               | 東             | 番付      | 西             | 西                  | 西               |
| 備考             | 成績             | 力士名         | 番付      | 力士名         | 成績                | 備考             |
| ---------------- | ---------------- | -------------- | --------- | -------------- | ------------------- | ---------------- |
| 新大関（第28代） | 1敗8休           | 大海島右エ門   | 大関      | 富士ヶ嶽吉太夫 | 1勝8休              | 新大関（第29代） |
|                  | 2勝6敗1休        | 音羽山島右エ門 | 関脇      | 関ノ戸億右エ門 | 5勝1敗2分1預        |                  |
|                  | 7勝1預1休        | 出水川貞右エ門 | 小結      | 外ヶ濱浪右エ門 | 3勝6休              |                  |
|                  | 5勝1分1預2無勝負 | 雪見山堅太夫   | 前頭筆頭  | 艫綱良助       | 3勝2敗1預3休        |                  |
|                  | 6勝1敗1預1休     | 荒瀧五太夫     | 前頭2枚目 | 玉垣鷲之助     | 1勝1敗1無勝負6休    |                  |
|                  | 3勝4敗1預1休     | 穐津川市十郎   | 前頭3枚目 | 越ノ海勇藏     | 5勝1敗1預1無勝負1休 |                  |
|                  | 1勝6敗1預1休     | 御所ノ浦平太夫 | 前頭4枚目 | 磯碇平左エ門   | 1勝3敗無勝負4休     |                  |

## 備考
- この時代の江戸相撲においては優勝力士という概念は存在していないが、後に定められた優勝制度を遡って準用することができる。本場所においては、出水川が優勝に相当する力士であるとみなすことができる。